# Ryan Mosley

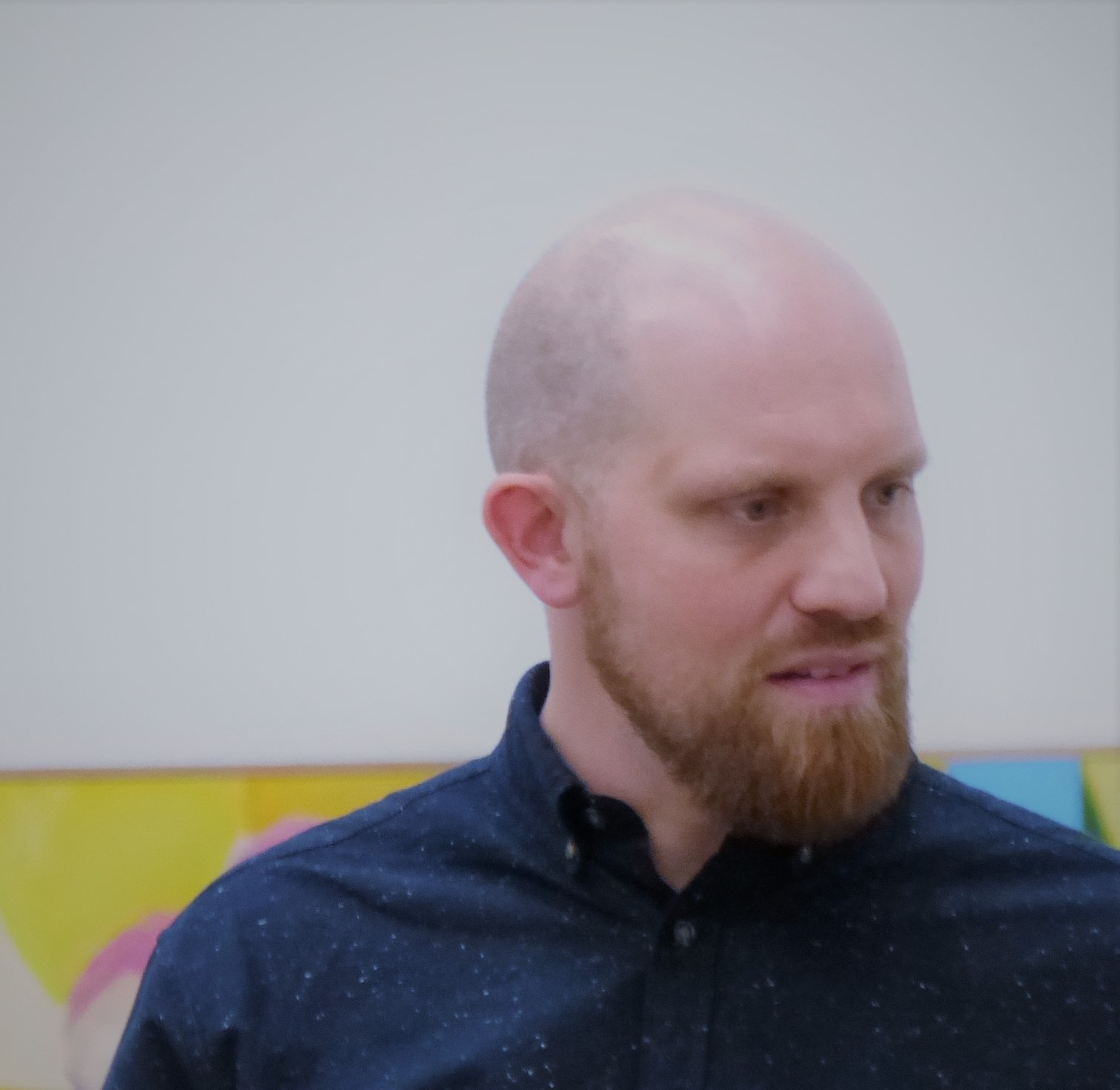
Ryan Mosley, 2017

 Ryan Mosley (* 1980 in Chesterfield) ist ein britischer Maler. Er lebt und arbeitet in Sheffield und in London.

## Leben
Nach einem Studium an der University of Huddersfield, das er 2003 mit dem Bachelor-Examen abschloss, setzte er am Royal College of Art sein Studium fort, das er 2007 mit dem akademischen Titel eines Master of Art beendete.
Charles Saatchi hatte Arbeiten von Mosley zum ersten Mal auf der Abschlussausstellung 2007 des Royal College of Art gesehen und kaufte wenige Monate später aus einer Gruppenausstellung im East End die ersten drei Bilder. 2009 waren Mosleys Bilder in der von Saatchi organisierten Überblicksausstellung britischer Nachkriegskünstler „Newspeak: British Art Now“ in der Eremitage in Sankt Petersburg vertreten.
2012 nahm er an der Sommerausstellung der Royal Academy of Arts in London teil. Ebenfalls 2012 fand seine erste Ausstellung in Deutschland statt, die von der Berliner Galerie Eigen + Art ausgerichtet wurde. Seine erste Einzelausstellung in New York hatte er 2013 in der Tierney Gardarin Gallery. 2016/17 nahm Mosley an der Gruppenausstellung Painters’ Painters der Saatchi Gallery in London teil. Die Ausstellung, die in der angelsächsischen Presse ausführlich diskutiert wurde, zeigte Arbeiten von neun Künstlern der Saatchi-Collection. Allen teilnehmenden Künstlern gemeinsam ist die Auseinandersetzung mit der figurativen Malerei. Mosley wird durch die Galerie Eigen + Art vertreten.

## Werk
Während seines Studiums in London arbeitete Mosley als Hilfskraft im Sicherheitsdienst der National Gallery und hatte viel Zeit, Bilder alter Meister zu betrachten, auch zu kopieren. Werke der abendländischen Kunstgeschichte nennt er als eine seiner Inspirationsquellen. Der Ideen- und Formenreichtum seiner Bilder zeigt sich u. a. auch in der Fülle kunsthistorischer Bezüge, mit denen seine Bilder aufgeladen sind. Spuren davon finden sich sowohl in den Themen – vom mittelalterlichen Totentanz, der Drachentötung, Komödienszenen, die an Watteau erinnern, bis zu den auf vielen Bildern der Impressionisten dargestellten Barbesuchern. Zitate finden sich sowohl in einzelnen Motiven als auch in der Ausgestaltung von Details, wie Kleidung oder Requisiten mit deren Anspielungen auf ikonographische Bedeutungen, die sich im Laufe der Kunstgeschichte herausgebildet haben. Durchweg alle Kritiker, die sich mit seinem Werk auseinandersetzen, machen auf Bildzitate und formale Referenzen aufmerksam.
Mosley selbst hat sich mehrmals zu seiner Affinität zu den Alten Meistern geäußert. „Mir gefällt es, dass die Streifzüge durch die Kunstgeschichte einen manchmal zum Narren halten. Charaktere werden fast zeitlos, wie wenn man ein Gemälde des 13. Jahrhunderts anschaut, das auch gestern hätte gemalt sein können“. Über sein Bild George and the Dragon sagt er, es basiere auf einem Bild von Bermejo. Er gehe davon aus, dass der Künstler seinen Bildgegenstand nicht aus erster Hand kannte. Daher spiele er auf die Idee von etwas Derartigen an, wie die Darstellung des Bösen, des Drachen, eines Dämonen, Luzifers. Unsere Idee eines modernen Drachens könnte diejenige sein, die sich auf der Flagge von Wales befindet, aber auch etwas anderes. „Mein George And The Dragon könnte ein modernes Wirtshaus-Schild sein. Mir gefallen diese unterschiedlichen Lesarten, und in meinen Bildern nutze ich eigene Erzählweisen“. Das Diamant-Muster habe man früher „Devil's Cloth“ (Teufelstuch) genannt, „[…] wir assoziieren es heute eher mit dem Harlekin oder dem Hofnarren. Es ist wie eine Uniform für geistig krank (mentally ill)“.
Mosley bevorzugt für seine Arbeiten in der Regel sehr große Formate. Seine intensiv farbig-leuchtenden Bilder sind mit Öl auf Leinwand gemalt. Der Entstehungsprozess eines großen Bildes kann über mehrere Wochen dauern, da in jedem Bild immer neu sehr dünnflüssige Ölfarbe auf den Grundentwurf aufgetragen wird, wobei die ursprünglich aufgetragene Farbe noch durchschimmert. Teils wird Farbe wieder abgekratzt und neu übermalt. Es bildet sich dadurch eine Fülle von fluid wirkenden Farbschichten heraus, so dass die Farben schließlich wie transluzent scheinen und das fertige Bild wie eine Pastell- oder Aquarellmalerei wirkt.
Die auf den Bildern erzählten Geschichten verändern sich ebenfalls während des Entstehungsprozesses. Nach Mosley fange ein Gemälde manchmal mit einer Idee für eine Geschichte an, und dann, in Übereinstimmung mit dem Malvorgang, entstehe die Geschichte.
Die mit ihren skurrilen Figuren, streng abgegrenzten, geometrischen Farbflächen und surrealistisch wirkenden pflanzlichen Elementen bevölkerten großen Leinwände haben einen stark narrativen Reiz und lassen dem Betrachter viel Spielraum für seine eigene Lesart. Impulse zum Nachdenken über die Bilder geben möglicherweise seine rätselhaften Bildtitel, wie z. B. „Allegory of Prudence, The Family Bullrush“ (2009/10), „Nowhere, Except from Where they Stand“ (2012), „Saying Nothing & Hearing Everything“ oder „Bacchanal Poetics“ (2016), die von dem Künstler immer erst nach Vollendung des Bildes gegeben werden.

## Preise und Auszeichnungen
- 2010: Kansas City International Artists Residency, Kansas, Missouri
- 2007: Basil H. Alkazzi Award, New York, NY
- 2005: Visual Arts Travel Scholarship, Royal-Over-Seas League, Australien

## Einzelausstellungen (Auswahl)
- 2012: Reversed Limbo, Eigen + Art, Berlin
- 2013: Thoughts of Man, Tierney Gardarin Gallery, New York[11]
- 2015: The Mirror Never Reflects, Eigen + Art, Berlin[12]
- 2014: Band of None, Susanne Vielmetter Los Angeles Projects, Los Angeles[13]
- 2016: Anatomy and the Wall, Alison Jacques Gallery, London[14]
- 2017: Ryan Mosely, From the Verges, Eigen + Art, Leipzig
- 2018: Under Moon, Tim Van Laere Gallery, Antwerpen[15]
- 2022: Upon Peaceable Land, Eigen + art, Leipzig[16]
- 2023: The Bridge, Tao Art Space, Taipei, Taiwan